# Hincksia sandriana
Espèce
Hincksia sandriana est une espèce d'algues brunes de la famille des Acinetosporaceae.

## Liste des variétés
Selon World Register of Marine Species (10 nov. 2012) :
- variété Hincksia sandriana var. baltica (Reinke) Athanasiadis, 1996